# Vysoký Ostrý
Vysoký Ostrý är ett berg i Tjeckien.   Det ligger i regionen Ústí nad Labem, i den nordvästra delen av landet, 70 km norr om huvudstaden Prag. Toppen på Vysoký Ostrý är 587 meter över havet, eller 142 meter över den omgivande terrängen. Bredden vid basen är 1,6 km. Vysoký Ostrý ingår i České Středohoří.
Terrängen runt Vysoký Ostrý är huvudsakligen lite kuperad. Runt Vysoký Ostrý är det tätbefolkat, med 331 invånare per kvadratkilometer. Närmaste större samhälle är Ústí nad Labem, 4,3 km nordväst om Vysoký Ostrý. Omgivningarna runt Vysoký Ostrý är en mosaik av jordbruksmark och naturlig växtlighet.